# Festival Internacional de Cine de San Sebastián 2017
La 65.ª edición del Festival Internacional de Cine de San Sebastián se celebró del 22 al 28 de septiembre de 2017 en San Sebastián.

## Jurados
Jurado de la Sección Oficial
- John Malkovich, actor estadounidense (Presidente)
- Dolores Fonzi, actriz argentina
- Jorge Guerricaechevarria, guionista español
- William Oldroyd, director británico
- Emma Suárez, actriz española
- André Szankowski, director de fotografía portugués
- Paula Vaccaro, productora y guionista italo-británica

Premio Horizontes
- Ángela Molina, actriz española (Presidenta)
- Gaël Nouaille, productor francés
- Lina Paola Rodríguez Fernández, ex-directora general del Festival Internacional de Cine de Cartagena de Indias

New Directors
- Rossitsa Valkanova, directora polaca (Presidenta).
- Carlos Muguiro, Cineasta, docente y comisario cinematográfico español.
- Fionnuala Halligan, crítica cinematográfica irlandesa
- Javier Porta Fouz, cineasta español
- Valérie Mréjen, directora de cinea francesa.

Zabaltegi-Tabakalera
- Calmin Borel, responsable del Festival de Cortometrajes de Clermont-Ferrand
- Savina Neirotti, directora del Program of the Biennale College-Cinema
- Carla Simón, directora de cine española.

Premio Irizar al Cine Vasco
- Itxaro Borda, escritora española (Presidenta)
- Miren Arzalluz, historiadora de arte española
- Joserra Senperena, músico español

Foro de Coproducción Europa – América Latina
- Gema Juárez Allen, productora argentina
- Jo Mühlberger, director de EFP
- Mira Staleva, productora búlgara.

Nest
- José Luis Torres Leiva, productor español

## Películas

### Sección Oficial
Las 22 películas siguientes compitieron para el premio de la Concha de Oro a la mejor película:
| Título en España                    | Título original                 | Director(es)                    | País           |
| ----------------------------------- | ------------------------------- | ------------------------------- | -------------- |
| La buena esposa                     | The wife                        | Björn Runge                     | Estados Unidos |
| Inmersión                           | Submergence                     | Wim Wenders                     | Alemania       |
| Alanis                              | Alanis                          | Anahí Berneri                   | Argentina      |
| Beyond Words                        | Beyond Words                    | Urszula Antoniak                | Países Bajos   |
| El Capitán                          | Der Hauptmann                   | Robert Schwentke                | Alemania       |
| El autor                            | El autor                        | Manuel Martín Cuenca            | España         |
| Handia                              | Handia                          | Jon Garaño y Aitor Arregi       | España         |
| Marguerite Duras. París 1944        | La Doleur                       | Emmanuel Finkiel                | Francia        |
| El león duerme esta noche           | Le lion est mort ce soir        | Nobuhiro Suwa                   | Francia        |
| C'est la vie                        | Le sens de la fête              | Olivier Nakache y Eric Toledano | Francia        |
| Licht                               | Licht                           | Barbara Albert                  | Austria        |
| La vida y nada más                  | La vida y nada más              | Antonio Méndez                  | España         |
| Love me not                         | Love me not                     | Alexandros Avranas              | España         |
| Ni jueza, ni sumisa                 | Ni juge, ni soumise             | Jean Libon y Yves Hinant        | Bélgica        |
| Pororoca                            | Pororoca                        | Constantin Popescu              | Rumanía        |
| Soldados. Una historia de Ferentari | Soldatii. Poveste din Ferentari | Ivana Mladenovic                | Rumanía        |
| Sollers Point                       | Sollers Point                   | Matthew Porterfield             | Estados Unidos |
| The Disaster Artist                 | The Disaster Artist             | James Franco                    | Estados Unidos |
| Una especie de familia              | Una especie de familia          | Diego Lerman                    | Argentina      |
| Nos vemos allá arriba               | Au revoir là-haut               | Albert Dupontel                 | Francia        |

### Fuera de competición
Las películas siguientes fueron seleccionadas para ser exhibidas fuera de competición: 
Largometrajes
| Título en español        | Título original          | Director(es)      | País   |
| ------------------------ | ------------------------ | ----------------- | ------ |
| La peste                 | La peste                 | Alberto Rodríguez | España |
| El secreto de Marrowbone | El secreto de Marrowbone | Sergio G. Sánchez | España |

Proyecciones especiales
| Título en español     | Título original   | Director(es)    | País    |
| --------------------- | ----------------- | --------------- | ------- |
| Nos vemos allá arriba | Au revoir là-haut | Albert Dupontel | Francia |
| Morir                 | Morir             | Fernando Franco | España  |

### Horizontes latinos
El Premio Horizontes impulsa el conocimiento de los largometrajes producidos total o parcialmente en América Latina, dirigidos por cineastas de origen latino, o bien que tengan por marco o tema comunidades latinas del resto del mundo.
| Título original       | Director(es)                     | País                 |
| --------------------- | -------------------------------- | -------------------- |
| Una mujer fantástica  | Sebastián Lelio                  | Chile                |
| Al desierto           | Ulises Rosell                    | Argentina            |
| Arábia                | João Dumans y Affonso Uchoa      | Brasil               |
| Cocote                | Nelson Carlo de los Santos Arias | República Dominicana |
| La educación del rey  | Santiago Esteves                 | Argentina            |
| La familia            | Gustavo Rondón Córdova           | Venezuela            |
| La novia del desierto | Cecilia Atán y Valeria Pivato    | Argentina            |
| Las hijas de Abril    | Michel Franco                    | México               |
| Las olas              | Adrián Biniez                    | Uruguay              |
| Los perros            | Marcela Said                     | Chile                |
| Medea                 | Alexandra Latishev               | Costa Rica           |

## Premios independientes

### Perlas (Perlak)
Las diez películas proyectadas en esta sección son largometrajes inéditos en España, que han sido aclamados por la crítica y/o premiados en otros festivales internacionales. Estas fueron las películas seleccionadas para la sección:
| Título en español                 | Título original                           | Director(es)            | País           |
| --------------------------------- | ----------------------------------------- | ----------------------- | -------------- |
| Loving Pablo                      | Loving Pablo                              | Fernando León de Aranoa | España         |
| 120 pulsaciones por minuto        | 120 battements par minute                 | Robin Campillo          | Francia        |
| Custodia compartida               | Jusqu'à la garde                          | Xavier Legrand          | Francia        |
| La casa junto al mar              | La villa                                  | Robert Guédiguian       | Francia        |
| Sin amor                          | Nelyubov'                                 | Andrey Zvyagintsev      | Rusia          |
| El tercer asesinato               | Sando-me no satsujin                      | Hirokazu Koreeda        | Japón          |
| En cuerpo y alma                  | A teströl és a lélekröl                   | Ildikó Enyedi           | Hungría        |
| Tres anuncios en las afueras      | Three Billboards Outside Ebbing, Missouri | Martin McDonagh         | Gran Bretaña   |
| Wonderstruck                      | Wonderstruck                              | Todd Haynes             | Estados Unidos |
| En realidad, nunca estuviste aquí | You Were Never Really Here                | Lynne Ramsay            | Gran Bretaña   |

### Nuevos Directores
Esta sección agrupa los primeros o segundos largometrajes de sus cineastas, inéditos o que solo han sido estrenados en su país de producción y producidos en el último año. Estas fueron las películas seleccionadas para la sección:
| Título en español                       | Título original                         | Director(es)               | País          |
| --------------------------------------- | --------------------------------------- | -------------------------- | ------------- |
| A Fish Out of Water                     | Shang an de yu                          | Lai Kuo-An                 | Taiwán        |
| Apostasy                                | Apostasy                                | Daniel Kokotajlo           | Reino Unido   |
| Blue My Mind                            | Blue My Mind                            | Lisa Brühlmann             | Suiza         |
| Alberto García-Alix. La línea de sombra | Alberto García-Alix. La línea de sombra | Nicolás Combarro           | España        |
| The Charmer                             | Charmøren                               | Milad Alami                | Dinamarca     |
| From Where We've Fallen                 | He ri jun zai lai                       | Feifei Wang                | China         |
| Cargo                                   | Cargo                                   | Ben Howling, Yolanda Ramke | Australia     |
| Ravens                                  | Korparna                                | Jens Assur                 | Suecia        |
| The Price of Success                    | Le Prix du succès                       | Teddy Lussi-Modeste        | Francia       |
| La mujer que sabía leer                 | Le semeur                               | Marine Francen             | Francia       |
| Matar a Jesús                           | Matar a Jesús                           | Laura Mora Ortega          | Colombia      |
| Underground                             | Pailalim                                | Daniel Palacio             | Filipinas     |
| The Seeds of Violence                   | Pok-ryuk-eui Ssi-at                     | Lim Tae-gue                | Corea del Sur |
| Tigre                                   | Ulises Porra y Silvina Schinar          | Argentina                  |               |
| Village Rockstars                       | Village Rockstars                       | Rima Das                   | India         |
| Princesita                              | Princesita                              | Marialy Rivas              | Chile         |

### Zabaltegi-Tabakalera
Esta sección agrupa trabajos filmográficos de cualquier metraje donde se busca nuevas miradas y formas. Estos fueron los trabajos seleccionados para la sección:
| Título en España                               | Título original                        | Director(es)                             | País           |
| ---------------------------------------------- | -------------------------------------- | ---------------------------------------- | -------------- |
| 12 jours                                       | 12 jours                               | Raymond Depardon                         | Francia        |
| 3/4                                            | 3/4                                    | Ilian Metev                              | Bulgaria       |
| Braguino                                       | Braguino                               | Clément Cogitore                         | Francia        |
| Calipatria (corto)                             | Calipatria (corto)                     | Gerhard Treml, Leo Calice                | Austria        |
| El sueño de Ana (corto)                        | El sueño de Ana (corto)                | José Luis Torres Leiva                   | Chile          |
| Flores (corto)                                 | Flores (corto)                         | Jorge Jácome                             | Portugal       |
| Ex Libris: La biblioteca pública de Nueva York | Ex Libris: The New York Public Library | Frederick Wiseman                        | Estados Unidos |
| The Day After                                  | Geu-hu                                 | Hong Sang-soo                            | Corea del Sur  |
| Amante por un día                              | L'amant d'un jour                      | Philippe Garrel                          | Francia        |
| Gwendolyn Green (corto)                        | Gwendolyn Green (corto)                | Tamyka Smith                             | Estados Unidos |
| El viaje de Takara                             | Takara, la nuit où j'ai nagé           | Damien Manivel, Kohei Igarashi           | Japón          |
| Muchos hijos, un mono y un castillo            | Muchos hijos, un mono y un castillo    | Gustavo Salmerón                         | España         |
| El lago del ganso salvaje                      | Nan Fang Che Zhan De Ju Hui            | Diao Yinan                               | China          |
| No Intenso Agora                               | No Intenso Agora                       | João Moreira Salles                      | Brasil         |
| Plágan (corto)                                 | Plágan (corto)                         | Koldo Almandoz                           | España         |
| Plus Ultra (corto)                             | Plus Ultra (corto)                     | Helena Girón y Samuel M. Delgado         | España         |
| Saura(s)                                       | Saura(s)                               | Félix Viscarret                          | España         |
| Soldado                                        | Soldado                                | Manuel Abramovich                        | Argentina      |
| Spell Reel                                     | Spell Reel                             | Filipa César                             | Alemania       |
| Sram (corto)                                   | Sram (corto)                           | Petar Krumov                             | Bulgaria       |
| Demasiado cerca                                | Tesnota                                | Kantemir Balagov                         | Rusia          |
| The square                                     | The square                             | Ruben Östlund                            | Suecia         |
| Vergüenza                                      | Vergüenza                              | Juan Cavestany y Álvaro Fernández Armero | España         |

### Encuentro Internacional de Estudiantes de Cine
Esta sección agrupa trabajos de estudiantes de escuelas de cine de todo el mundo, cuyos trabajos han sido previamente seleccionados, para que participen en proyecciones de sus cortometrajes. Estos fueron los trabajos seleccionados para la sección:
| Título original                        | Director(es)                       | País            |
| -------------------------------------- | ---------------------------------- | --------------- |
| 13̟                                     | Nikica Zdunić                      | Croacia         |
| 212                                    | Boaz Frankel                       | Israel          |
| De madrugada                           | Inês de Lima Torres                | Portugal        |
| Deux égarés son morts                  | Tommaso Usberti                    | Francia         |
| Find fix finish                        | Sylvain Cruiziat y Mila Zhluktenko | Francia         |
| Fiora                                  | Martina Juncadella                 | Argentina       |
| Heimat                                 | Sam Peeters                        | Bélgica         |
| L'home llop                            | Lluís Sellarès                     | España          |
| Microcastillo                          | Alejandra Villalba García          | México          |
| La jungla te conoce mejor que tú mismo | Juanita Onzaga                     | México          |
| Vězení                                 | Damián Vondrásek                   | República Checa |
| Wandervogel                            | Mina Fitzpatrick                   | Estados Unidos  |
| Ya Ostayus                             | Grigory Kolomytsev                 | Rusia           |
| Zeit Der Unruhe                        | Elsa Rosengren                     | Alemania        |

## Otras secciones

### Zinemira
Sección dedicada los largometrajes con un mínimo de un 20% de producción vasca que se estrenan mundialmente así como aquellos hablados mayoritariamente en euskera. Todos ellos son candidatos al Premio Irizar al Cine Vasco. Estas fueron las películas seleccionadas para la sección:
| Título en español                    | Título en original                   | Director(es)                                |
| ------------------------------------ | ------------------------------------ | ------------------------------------------- |
| Ab Alio (corto)                      | Ab Alio (corto)                      | Iñigo Royo, Iñigo Fernández Ostolaza        |
| Aprieta pero raramente ahoga (corto) | Aprieta pero raramente ahoga (corto) | David P. Sañudo                             |
| Areka (corto)                        | Areka (corto)                        | Atxur Animazio Taldea                       |
| Bi txirula                           | Bi txirula                           | Íñigo García                                |
| Converso                             | Converso                             | David Arratibel                             |
| Elkarrekin                           | Elkarrekin                           | Migueltxo Molina, Pablo Iraburu, Igor Otxoa |
| Euritan                              | Euritan                              | Irati Gorostidi, Arantza Santesteban        |
| For the Good Times (corto)           | For the Good Times (corto)           | Andrés Daniel Sainz                         |
| La fiebre de oro                     | La fiebre de oro                     | Raúl de la Fuente                           |
| Non                                  | Non                                  | Eñaut Castagnet, Ximun Fuchs                |
| Nur y el Templo del Dragón           | Nur eta herensugearen tenplua        | Juan Bautista Berasategi                    |
| Plágan (corto)                       | Plágan (corto)                       | Koldo Almandoz                              |

### Made in Spain
Sección dedicada a una serie de largometrajes españoles que se estrenan en el año. Estas fueron las películas seleccionadas para la sección:
| Título original         | Director(es)                     |
| ----------------------- | -------------------------------- |
| Análisis de sangre azul | Gabriel Velázquez, Blanca Torres |
| Demonios tus ojos       | Pedro Aguilera                   |
| El bar                  | Álex de la Iglesia               |
| Estiu 1993              | Carla Simón                      |
| Incerta glòria          | Agustí Villaronga                |
| Júlia ist               | Elena Martin Gimeno              |
| La mano invisible       | David Macián                     |
| No sé decir adiós       | Lino Escalera                    |
| Pieles                  | Eduardo Casanova                 |
| Selfie                  | Víctor García León               |
| Verónica                | Paco Plaza                       |

### Culinary Zinema
Sección no competitiva creada en colaboración con el Festival Internacional de Cine de Berlín y organizada conjuntamente con el Basque Culinary Center para unir el cine, la gastronomía y el desarrollo de diversas actividades relacionadas con la alimentación. Estas fueron las películas seleccionadas para la sección:
| Título en español                      | Título en original                     | Director(es)              | País        |
| -------------------------------------- | -------------------------------------- | ------------------------- | ----------- |
| Constructing Albert                    | Constructing Albert                    | Laura Collado, Jim Loomis | España      |
| E il cibo va (Food on the Go)          | E il cibo va (Food on the Go)          | Mercedes Córdova          | Argentina   |
| El repostero de Berlín                 | The Cakemaker                          | Ofir Raul Graizer         | Israel      |
| The Trip to Spain                      | The Trip to Spain                      | Michael Winterbottom      | Reino Unido |
| Michelin Stars: Tales from the Kitchen | Michelin Stars: Tales from the Kitchen | Rasmus Dinesen            | Dinamarca   |
| Papa no obento wa sekaiichi            | Papa no obento wa sekaiichi            | Masakazu Fukatsu          | Japón       |
| Ramen Heads                            | Ramen Heads                            | Koki Shigeno              | Japón       |

### Cine en Construcción 32
Este espacio, coordinado por el propio Festival juntamente con Cinélatino, Rencontres de Toulouse, se exhiben producciones latinoamericanas en fase de postproducción. Estas fueron las películas seleccionadas para la sección:
| Título en original | Director(es)         | País                        |
| ------------------ | -------------------- | --------------------------- |
| Agosto             | Armando Capó Ramos   | Costa Rica - Cuba - Francia |
| Familia sumergida  | María Alché          | Argentina                   |
| Ferrugem           | Aly Muritiba         | Brasil                      |
| Kairos             | Nicolás Buenaventura | Francia - Colombia          |
| Niña errante       | Rubén Mendoza        | Francia - Colombia          |
| Rodantes           | Leandro Lara         | Brasil                      |

### Glocal in Progress
Esta sección recoge las producciones europeas en fase de postproducción. Estas fueron las películas seleccionadas para la sección:
| Título en original | Director(es)  | País                         |
| ------------------ | ------------- | ---------------------------- |
| Dantsa             | Telmo Esnal   | España                       |
| Izbrisana          | Miha Mazzini  | Eslovenia - Croacia - Serbia |
| A Decent Man       | Hadrian Marcu | Rumanía                      |

## Retrospectivas

### Homenaje a Joseph Losey
La retrospectiva de ese año fue dedicado a la obra del director Joseph Losey. Se proyectaron la totalidad de su filmografía.
| Título en español                    | Título en original           | Año  |
| ------------------------------------ | ---------------------------- | ---- |
| A Child Went Forth (corto)           | A Child Went Forth (corto)   | 1949 |
| Chantaje contra una esposa           | A Doll's House               | 1973 |
| A Gun in His Hand (corto)            | A Gun in His Hand (corto)    | 1945 |
| A Man on the Beach                   | A Man on the Beach           | 1956 |
| Una inglesa romántica                | The Romantic Englishwoman    | 1975 |
| La mujer maldita                     | Boom                         | 1968 |
| Accidente                            | Accident                     | 1967 |
| La clave del enigma                  | Blind Date                   | 1959 |
| Don Giovanni                         | Don Giovanni                 | 1979 |
| Eva                                  | Eva                          | 1962 |
| Caza humana                          | Figures in a Landscape       | 1970 |
| La vida de Galileo                   | Galileo                      | 1975 |
| Imbarco a mezzanotte                 | Imbarco a mezzanotte         | 1962 |
| Rey y patria                         | King and Country             | 1964 |
| El asesinato de Trotsky              | The Assassination of Trotsky | 1972 |
| La trucha                            | La Truite                    | 1982 |
| Las rutas del Sur                    | Les routes du sud            | 1978 |
| M                                    | M                            | 1951 |
| Modesty Blaise, superagente femenino | Modesty Blaise'              | 1966 |
| El otro señor Klein                  | Monsieur Klein               | 1976 |
| Pete-Roleum and His Cousins          | Pete-Roleum and His Cousins  | 1939 |
| Ceremonia secreta                    | Secret Ceremony              | 1968 |
| Los baños turcos                     | Steaming                     | 1985 |
| La larga noche                       | The Big Night                | 1951 |
| El muchacho de los cabellos verdes   | The Boy with Green Hair      | 1948 |
| El criminal                          | The Criminal                 | 1960 |
| Estos son los condenados             | The Damned                   | 1963 |
| El mensajero                         | The Go-Between               | 1971 |
| La gitana y el caballero             | The Gypsy and the Gentleman  | 1958 |
| Intimidad con un extraño             | The Intimate Stranger        | 1956 |
| El forajido                          | The Lawless                  | 1950 |
| El merodeador                        | The Prowler                  | 1951 |
| El sirviente                         | The Servant                  | 1963 |
| El tigre dormido                     | The Sleeping Tiger           | 1954 |
| Tiempo sin piedad                    | Time Without Pity            | 1957 |
| Lo desconocido                       | X: The Unknown               | 1956 |
| Youth Gets a Break                   | Youth Gets a Break           | 1941 |

## Palmarés

### Premios oficiales[14]
- Concha de Oro: The Disaster Artist de James Franco
- Premio especial del jurado: Handia de  Jon Garaño y Aitor Arregi
- Concha de Plata al mejor director: Anahí Berneri por Alanis
- Concha de Plata al mejor actor: Bodgan Dumitrache por Pororoca
- Concha de Plata a la mejor actriz: Sofía Gala por Alanis
- Premio del jurado a la mejor fotografía: Florián Ballhaus por El Capitán
- Premio del jurado al mejor guion: María Meira y Diego Lerman por Una especie de familia
- Premio Kutxa - Nuevos Directores: Marine Francen por La mujer que sabía leer
- Premio Horizontes: Los Perros

### Premio Donostia
- Monica Bellucci[15]
- Ricardo Darín[16]
- Agnès Varda[17]

### Otros premios oficiales
- Premio Kutxa - Nuevos Directores: La mujer que sabía leer de Marine Francen

Mención especial : Matar a Jesús de Laura Mora Ortega
- Premio Horizontes: Los perros de Marcela Said
- Premio Zabaltegi-Tabakalera: Braguino  de Clément Cogitore

Mención especial : Spell Reel de Filipa César
Mención especial : Darya Zhovner por Tesnota
- Premio Nest: 212 de Boaz Frankel

Premio Panavision. Mención especial nominal: Zeit Der Unruhe de Elsa Rosengren
- - Premio Orona: Zeit Der Unruhe de Elsa Rosengren
- Premio del Público de San Sebastián: Tres anuncios en las afueras  de Martin McDonagh
  - Premio a la Mejor Película Europea: Custodia compartida de Xavier Legrand

Premio Irizar al Cine VascoHandia de  Jon Garaño y Aitor Arregi
Premio Eroski de la juventudMatar a Jesús de Laura Mora Ortega

### Premios de la industria
- Premio Cine en Construcciónː Ferrugem de Aly Muritiba
  - Premio Film factory: Ferrugem de Aly Muritiba
  - Premio CAACI/Ibermedia TV: Ferrugem de Aly Muritiba
- Premios Glocal in Progressː Dantsa de Telmo Esnal
- Premios Foro de Coproducción Europa-América Latina  
  - Premios Foro de Coproducción Europa-América Latinaː Planta permanente de Ezequiel Radusky
  - Premio EFAD (Desarrollo América Latina-Europa)ː El agente topo de Maite Alberdi Soto
  - Premio Eurimages al desarrollo de coproducciónː Las consecuencias de Claudio Pinto Emperador
  - Premio Internacional Artekinoː Akelarre de Pablo Agüero
- Premio Ikusmira Berriakː Las letras de Jordi de Maider Fernández Iriarte

### Otros premios
- Premio RTVE - Otra Miradaː Custodia compartida de Xavier Legrand
- Premio Cooperación Españolaː Alanis de Anahí Berneri
- Premio al Cine Latinoː Paz Vega
- Premio Zinemiraː Julia Juaniz

### Premios paralelos
- Premio FIPRESCIː La vida y nada más de Antonio Méndez
- Premio Feodoraː The Charmer de Milad Alami

Mención especial: Matar a Jesús de Laura Mora Ortega
Mención especial: Underground de Daniel Palacio
- Premio FEROZ Zinemaldiaː The Disaster Artist de James Franco
- Premio al mejor guion vascoː Ximun Fuchs por Non
- Premio Lurra - Greenpeaceː Una verdad muy incómoda: Ahora o nunca de Bonni Cohen de Jon Shenk
- Premio Signis: 'La vida y nada más de Antonio Méndez

Mención especial : Ni jueza, ni sumisa de Jean Libon y Yves Hinant
Mención especial 60 aniversario del jurado Signis: Matar a Jesús de Laura Mora Ortega
- Premio a la Solidaridadː Nos vemos allá arriba de Albert Dupontel
- Premio Sebastianeː 120 pulsaciones por minuto  de Robin Campillo

Mención especial : Soldados. Una historia de Ferentari de Ivana Mladenovic